# Vranovtsi
Vranovtsi (en macédonien Врановци ; en albanais Vranoci) est un village du nord-ouest de la Macédoine du Nord, situé dans la municipalité de Vraptchichté. Le village comptait 480 habitants en 2002. Il est majoritairement albanais.

## Démographie
Lors du recensement de 2002, le village comptait :
- Albanais : 477
- Turcs : 2
- Autres : 1